# ویکتور رانخل
ویکتور رانخل (انگلیسی: Víctor Rangel؛ زادهٔ ۱۱ مارس ۱۹۵۷) بازیکن فوتبال اهل مکزیک بود.
از باشگاه‌هایی که در آن بازی کرده‌است می‌توان به باشگاه فوتبال گوادالاخارا و باشگاه فوتبال لئون اشاره کرد.
وی همچنین در تیم ملی فوتبال مکزیک بازی کرده‌است.
وی در مسابقات بین‌المللی در مجموع برندهٔ ۱ مدال طلا شده‌است.